# تورينو
تورينو أو طَرُونَة (بالإيطالية: Torino تلفظ [toˈri:no]، بالبيدمونتية: Turin تلفظ [tyˈɾiŋ]) هي مدينة تقع في شمال غرب إيطاليا، وتقع تحديداً على الضفة الغربية لنهر بو، وتُعد مدينة تجارية وثقافية مهمة. تورينو هي عاصمة إقليم بييمونتي وأكبر مدنها، حيث تبلغ مساحتها 130.17 كم2. يبلغ عدد سكانها حوالي 900 ألف نسمة، ومع ضواحيها يبلغ العدد حوالي مليون ونصف نسمة. تورينو هي أيضا عاصمة مقاطعة تورينو وأول عاصمة لإيطاليا الموحدة بين عامي 1861 و1865. تبعد عن الحدود الفرنسية والسويسرية حوالي 100 كم، من الغرب والشمال على التوالي.
تورينو هي إحدى المدن الأوروبية المزدهرة، حيث تتمتع بأحدث التطورات التقنية والمعمارية. وتتمتع تورينو بثقافة وتاريخ ثريين، وهي معروفة بمعارضها الفنية، ومطاعمها، وكنائسها، وقصورها، ودور الأوبرا، ساحاتها، ومتنزهاتها، وحدائقها، ومسارحها ومكتباتها، ومتاحفها، وأماكنها الأخرى. كما هي مشهورة بفن الروكوكو الخاص بها، الباروكية، والحركة الكلاسيكية الحديثة، والأرت نوفو.
بنى المعماري الصقلي فيليبّو يوفارا الكثير الساحات العامة، والقلاع، والحدائق، والقصور في تورينو. وقد استخدم في بنائه النمط الباروكي، ونمط فرساي الكلاسيكي. ومن النماذج والشواهد على استخدام النمط المعماري الفرنسي في تورينو هو القصر الملكي، وبالاتسينا دي كاكشيا في ستوبينيجي، وبازيلكية سوبيرغا الواقعة على جبل ساسي بالقرب من مركز تورينو، وتعدُ مقصد كثير من الحجاج المسيحيين.
تُسمى تورينو أحياناً "مهد الحرية الإيطالية"، نظرا لأنها كانت وطن العديد من السياسيين البارزين، والأشخاص الذين ساهموا في توحيد إيطاليا، أمثال كافور. تضم تورينو أفضل الجامعات، والكليات، والأكاديميات، وقاعات الألعاب الرياضية في إيطاليا. ومن أهم هذه الجامعات جامعة البوليتكنيك في تورينو، التي تُعد أيضاً واحدة من أرقى الجامعات في جميع أنحاء العالم في مجالات الهندسة المعمارية والهندسة.
كما تضم تورينو متاحف مهمة ورفيعة المستوى كالمتحف المصري في تورينو، ومول أنطونيليانا الذي يشكل معلماً بارزاً في المدينة، ويضم المتحف الوطني للسينما. وتتمتع تورينو بعدة مشاهد ومعالم جعلتها واحدة من أعلى مائتي وخمسين وجهة في العالم، وعاشر أكثر مدينة زيارة في إيطاليا في عام 2008.
كانت تورينو تُعدالمركز السياسي الرئيسي الأوروبي، كما أنها كانت أول عاصمة لإيطاليا في عام 1861، وقد سكنت تورينو سلالة سفويا وهي الأسرة المالكة في إيطاليا آنذاك. قد فقدت تورينو أهميتها السياسية بسبب الحرب العالمية الثانية. وأصبحت مفترق طرق رئيسي للتجارة والصناعة في أوروبا، وتُعد حالياً واحدة من المراكز الصناعية الرئيسية في إيطاليا، كونها جزءاً من "المثلث الصناعي"، جنباً إلى جنب مع ميلانو وجنوة. في القوة الاقتصادية تحتل تورينو المرتبة الثالثة بعد العاصمة روما، وميلانو. حيث أن ناتجها المحلي الإجمالي يبلغ 58 مليار دولار، وتورينو تحتل المرتبة 78 أغنى مدينة في العالم من حيث القوة الشرائية. وتورينو هي مركز صناعة المركبات في إيطاليا.
تشتهر تورينو باحتضانها لكفن تورينو، ولفريقي كرة القدم يوفنتوس وتورينو، وكونها المقر الرئيسي لعدد من شركات صناعة المركبات الإيطالية كفيات، ولانشيا، وألفا روميو. واستضافتها للألعاب الأولمبية الشتوية عام 2006. واشتهرت تاريخياً بكونها
عاصمة لدوقية سافوي منذ عام 1563، ثم عاصمة لمملكة سردينيا، وأخيرا أول عاصمة لإيطاليا بعد توحيدها.

## التاريخ

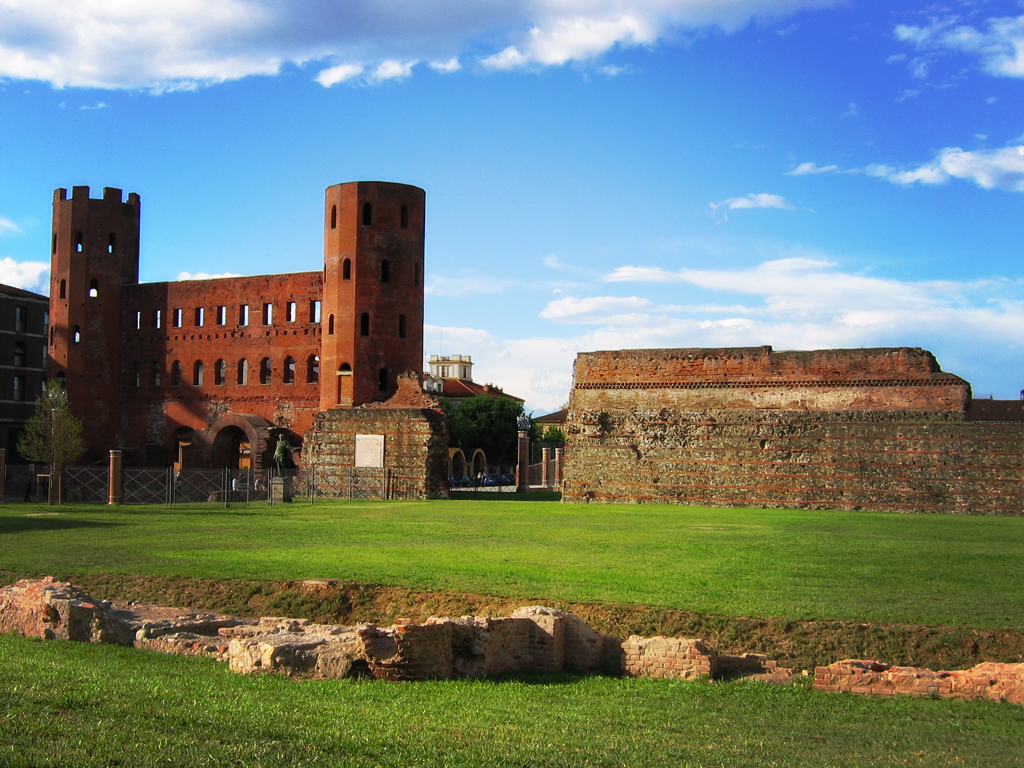
الأبراج البالاتينية

### العصر الروماني
أنشأ الرومان في القرن الأول قبل الميلاد (ربما 28 ق.م) معسكراً للجيش (كاسترا تورينوروم) خصص لاحقاً لأوغسطس (أوغوستا تورينوروم). لا تزال شبكة الطرقات الرومانية التقليدية ملحوظة في المدينة الحديثة. بلغ تعداد سكان المدينة حينها نحو 5000 شخص، يعيش جميعهم داخل أسوار عالية.

### العصور الوسطى
بعد سقوط الإمبراطورية الرومانية خضعت المدينة لحكم اللومبارديين ومن ثم الفرنجة بقيادة شارلمان 773 م. تأسست كونتية تورينو في أربعينات القرن العاشر الميلادي تحت حكم الأسرة الأردوينية حتى عام 1050. بعد زواج أدلايد من سوسة مع أوتو بن أومبرتو بيانكامانو انتقلت السلطة إلى عائلة كونتات سافوي. وبينما حمل الأسقف لقب كونت تورينو بين (1092-1130 و 1136-1191) إلا أن المدينة حكمت كإمارة أسقفية من قبل الأساقفة. في 1230-1235 كانت المدنية لوردية تحت حكم اللورد ماركيز مونتفيرات.
ضمت المدينة في نهاية القرن الثالث عشر إلى دوقية سافوي وكانت عدد سكانها نحو 20,000 نسمة.
تم بناء العديد من الحدائق والقصور في القرن الخامس عشر عندما أعيد تصميم المدينة. كما تأسست جامعة تورينو خلال هذه الفترة.

### بين القرنين السادس عشر والثامن عشر

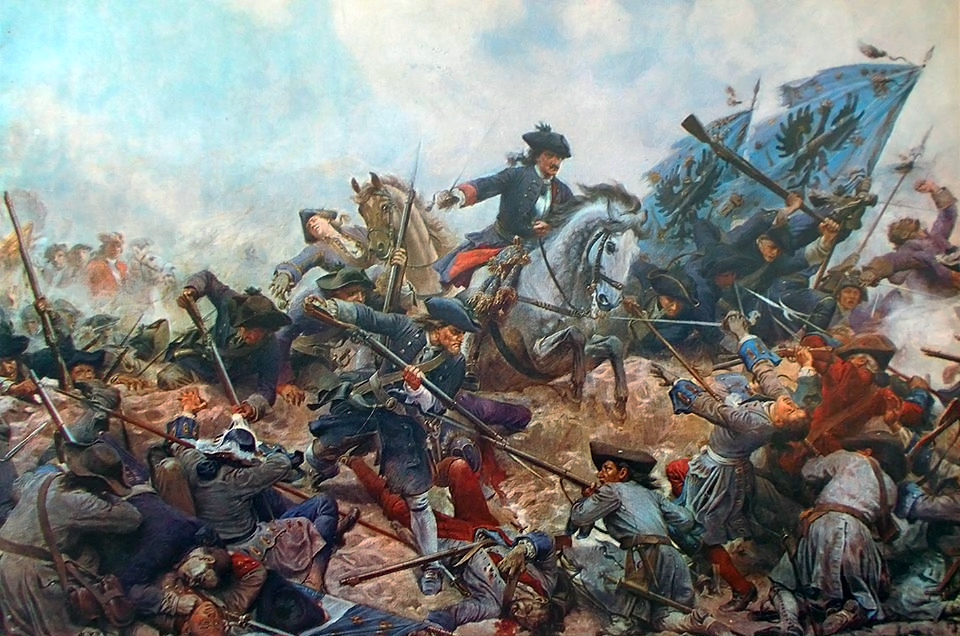
معركة تورينو 1706

جعل إيمانويل فيليبيرت (الرأس الحديدي) من تورينو عاصمة لدوقية سافوي في 1563. تمت إضافة الساحة الملكية أو بياتزا ريالي والمعروفة اليوم باسم ساحة سان كارلو والطرق الجديدة أو فيا نوفا والمعروفة اليوم باسم طريق روما مع أول توسعة لجدران المدينة في النصف الأول من القرن السابع عشر. في نفس الفترة تم بناء القصر الملكي (بالاتسو ريالي). في النصف الثاني من نفس القرن، كانت التوسعة الثانية للجدران حيث أضيف طريق بو المقنطرة والذي يربط قطريا بين بياتزا كاستيللو مع جسر على نهر البو عبر شبكة الطرق العادية.
في 1706 وخلال معركة تورينو حاصر الفرنسيون المدينة 117 يوماً دون الاستيلاء عليها. بعد معاهدة أوترخت ألحقت مملكة سردينيا بدوقية سافوي، وتلا ذلك قيام المهندس المعماري فيليبو يوفارا بإعادة تصميم المدينة. أصبحت تورينو حينها عاصمة لمملكة أوروبية وضمت حوالي 90,000 نسمة.

### القرن التاسع عشر

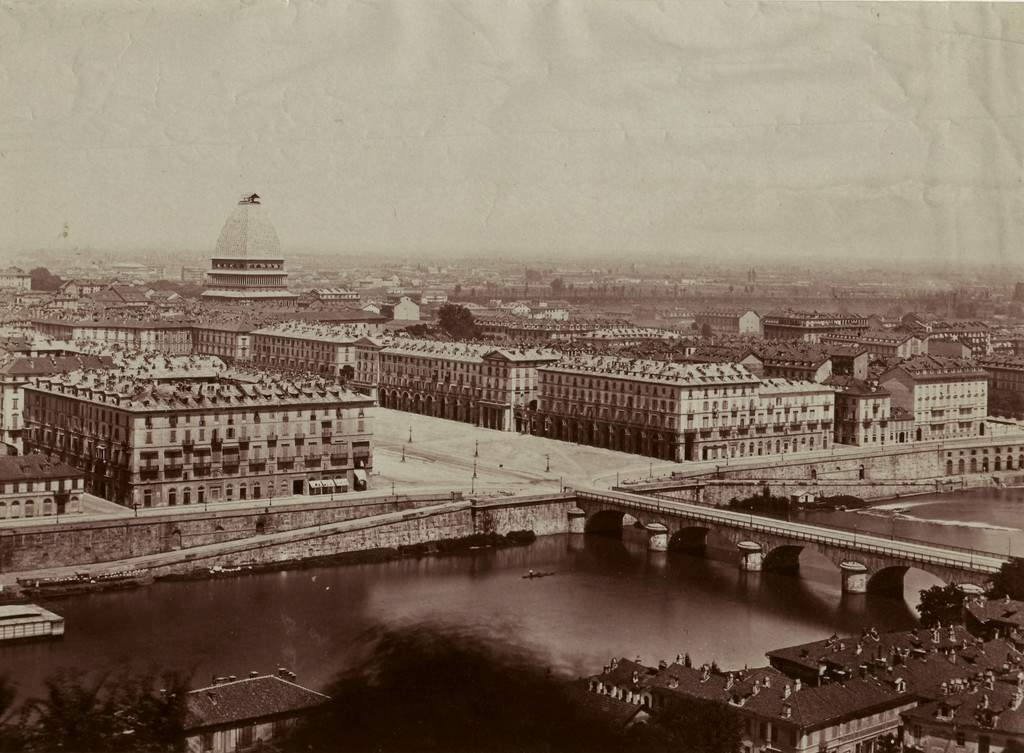
إطلالة على تورينو في أواخر القرن التاسع عشر. في الخلفية مول أنطونيليانا قيد الإنشاء.

ضمت تورينو مثلها في ذلك مثل بقية بييمونتي إلى فرنسا في سبتمبر 1802. كانت تورينو ولاية من إقليم بو الفرنسية من 1802 إلى سقوط نابليون في 1814، عندما تمت استعادة مملكة بيدمونت - سردينيا مع تورينو عاصمة لها. بعد 1814، بدأت بيدمونت - سردينيا السعي بنشاط لتوحيد إيطاليا. في 1871، افتتح نفق فريوس مما جعل من تورينو عقدة اتصال مهمة بين إيطاليا وفرنسا. سكن المدينة حينها نحو 250,000 نسمة. كما بنيت خلال تلك الفترة العديد من معالم المدينة الشهيرة مثل المتحف المصري ومول أنطونيليانا وكنيسة غران مادري دي ديو وساحة فيتوريو فينيتو. في 1861، أصبحت تورينو عاصمة المملكة الإيطالية الجديدة. في 1865 نقلت العاصمة إلى فلورنسا ونقلت العاصمة بعدها في 8 يوليو 1871 إلى روما. كان رد فعل تورينو على فقدان أهميتها السياسية بالتحول السريع إلى التصنيع: في عام 1899 تأسست فيات وفي عام 1906 ولدت لانشيا. عقد المعرض العالمي في تورينو في 1902 والذي غالباً ما يعتبر ذروة التصميم الفني الحديث، كما استضافت المدينة المعرض مرة أخرى في عام 1911. بحلول ذلك الوقت ضمت تورينو 430,000 نسمة.

## الجغرافيا
تقع تورينو في شمال غرب إيطاليا، وتحيط سلسلة جبال الألب بالمدينة من جهتي الغرب والشمال، كما تحيط المدينة من جهة الشرق تلال عالية تُعرف باسم تلال مونفيراتو. تمر بتورينو عدة أنهار مهمة، نهر بو واثنان من روافد هذا النهر، نهر دروا ريباريا، ونهر ستورا دي لانزو.

### المناخ
مناخ تورينو مناخ رطب شبه مداري، وبسبب قربها من جبال الألب فإن مناخها قريب من المناخ القاري. ومناخ تورينو على النقيض من المناخ المتوسطي السائد في سواحل إيطاليا، فالشتاء بارد ولكن جاف، والصيف معتدل في التلال وحار جدا في السهول.
تتساقط معظم الأمطار خلال فصلي الربيع والخريف.
| البيانات المناخية لـتورينو   | البيانات المناخية لـتورينو | البيانات المناخية لـتورينو | البيانات المناخية لـتورينو | البيانات المناخية لـتورينو | البيانات المناخية لـتورينو | البيانات المناخية لـتورينو | البيانات المناخية لـتورينو | البيانات المناخية لـتورينو | البيانات المناخية لـتورينو | البيانات المناخية لـتورينو | البيانات المناخية لـتورينو | البيانات المناخية لـتورينو | البيانات المناخية لـتورينو |
| الشهر                        | يناير                      | فبراير                     | مارس                       | أبريل                      | مايو                       | يونيو                      | يوليو                      | أغسطس                      | سبتمبر                     | أكتوبر                     | نوفمبر                     | ديسمبر                     | المعدل السنوي              |
| ---------------------------- | -------------------------- | -------------------------- | -------------------------- | -------------------------- | -------------------------- | -------------------------- | -------------------------- | -------------------------- | -------------------------- | -------------------------- | -------------------------- | -------------------------- | -------------------------- |
| متوسط درجة الحرارة الكبرى °ف | 42.4                       | 39                         | 52                         | 61                         | 70                         | 75                         | 79                         | 75                         | 70                         | 57                         | 46                         | 36                         | 58.5                       |
| متوسط درجة الحرارة الصغرى °ف | 19                         | 25                         | 30                         | 39                         | 46                         | 52                         | 55                         | 54                         | 48                         | 39                         | 32                         | 25                         | 39                         |
| الهطول إنش                   | 2.04                       | 1.67                       | 1.89                       | 2.40                       | 3.22                       | 4.37                       | 5.19                       | 4.74                       | 3.13                       | 2.42                       | 2.35                       | 2.06                       | 35.48                      |
| متوسط درجة الحرارة الكبرى °م | 5.8                        | 4                          | 11                         | 16                         | 21                         | 24                         | 26                         | 24                         | 21                         | 14                         | 8                          | 2                          | 14.7                       |
| متوسط درجة الحرارة الصغرى °م | −7                         | −4                         | −1                         | 4                          | 8                          | 11                         | 13                         | 12                         | 9                          | 4                          | 0                          | −4                         | 4                          |
| الهطول مم                    | 51.9                       | 42.4                       | 48.1                       | 60.9                       | 81.8                       | 111.0                      | 131.7                      | 120.4                      | 79.5                       | 61.5                       | 59.6                       | 52.2                       | 901                        |
| المصدر:                      |                            |                            |                            |                            |                            |                            |                            |                            |                            |                            |                            |                            |                            |

## سكان تورينو
بلغ عدد سكان تورينو في عام 2009 حوالي 910,000 نسمة، مما يشير إلى زيادة ملحوظة في عدد السكان عن إحصاء عام 2001، وهذا نتيجة للهجرة الكثيفة من جنوب إيطاليا وخارجها إلى شمال إيطاليا. زاد عدد سكان المدينة بمقدار 0.88% ما يعني أقل من واحد بالمئة في الثلاث سنوات الماضية ويرجع ذلك لانخفاض معدل المواليد. 16.4% من سكانها تحت سن الرابعة عشر، بينما يمثل المتقاعدون 18.8% من سكانها. زاد عدد سكان ضواحيها لكن الغالبية العظمى من سكانها تظل من أصل إيطالي (96.1%): لن هناك جاليات من بلدان مختلفة كالتالي:
| رومانيا | 44,158 نسمة |
| المغرب  | 22,511 نسمة |
| بيرو    | 9,165 نسمة  |
| ألبانيا | 7,044 نسمة  |
| الصين   | 5,483 نسمة  |
| مولدوفا | 3,417 نسمة  |

## ثقافة

### التعليم

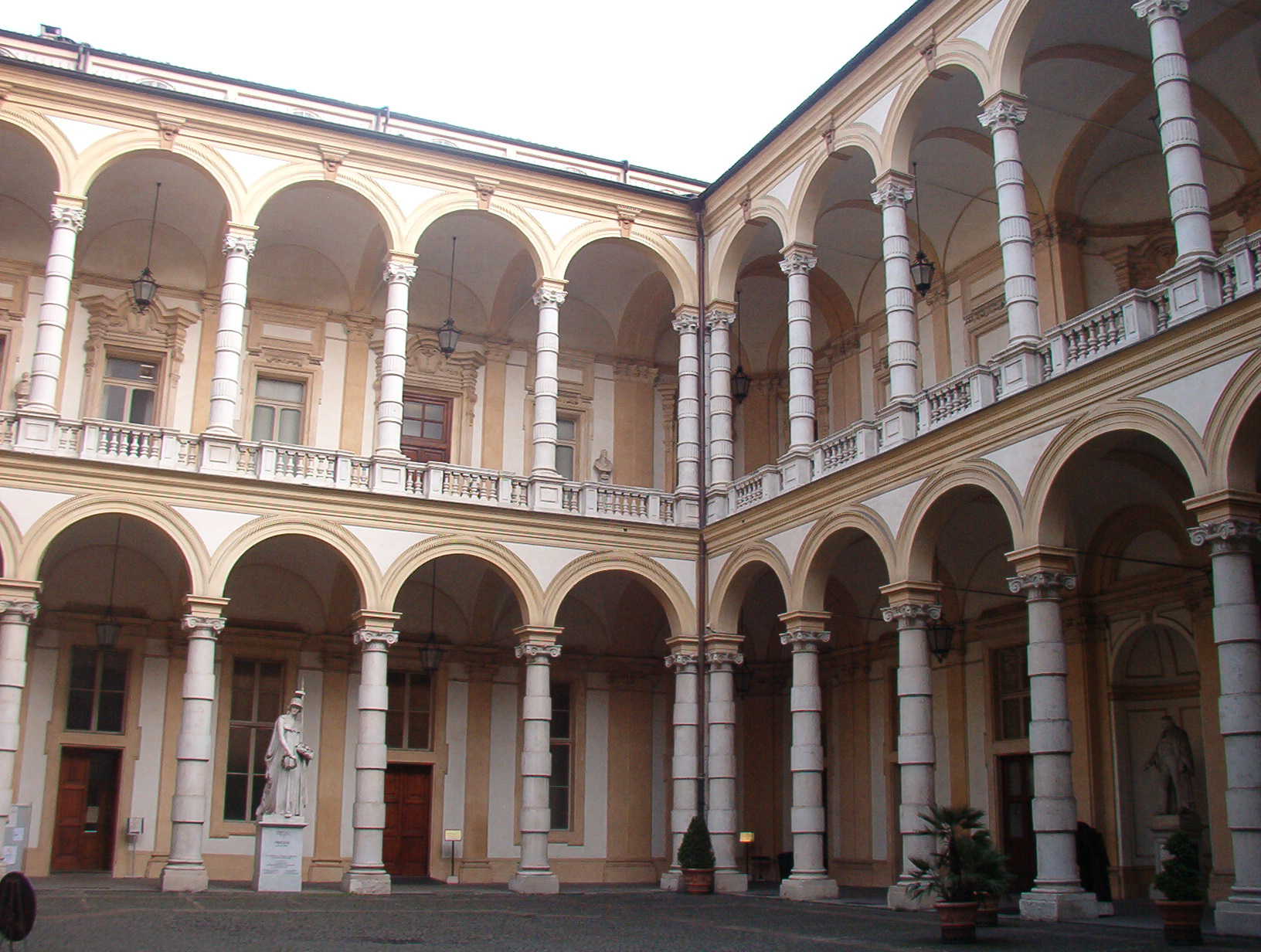
الفناء الداخلي لجامعة تورينو.

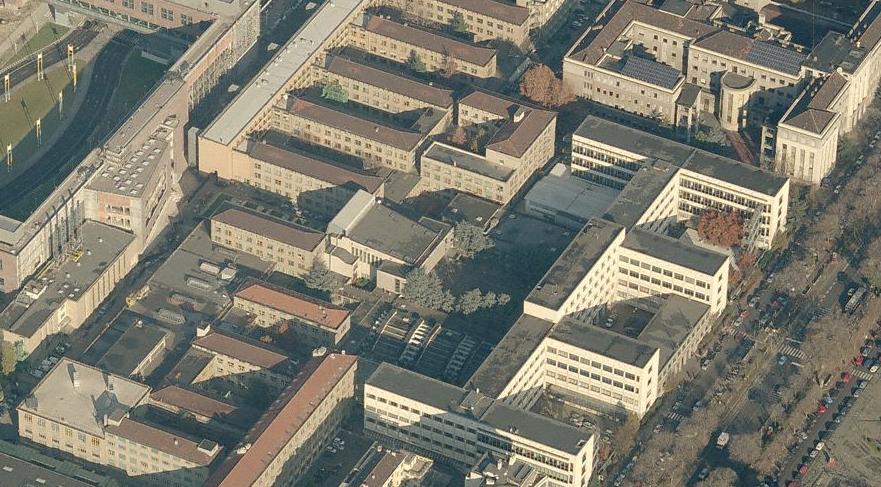
منظر علوي لجامعة البوليتكنيك

التعليم العام في جميع مناطق إيطاليا مجاني وإلزامي للأولاد الذين تتراوح أعمارهم بين 6 و 14 سنة.
تحتضن تورينو إحدى أقدم الجامعات في إيطاليا، وهي جامعة تورينو التي تأسست في عام 1404. والتي لا تزال تُصنف من أفضل الجامعات في إيطاليا. وتشتهر تورينو بجامعة البوليتكنيك التي تصنف أفضل جامعة في إيطاليا، وهي ضمن أفضل خمسين جامعة في العالم. وذلك في مجالات الهندسة التكنولوجيا وعلوم الحاسوب. من الجامعات الأخرى في تورينو، كلية تورينو للعلوم التطبيقية (Politecnico di Torino)، والمعهد الأوروبي للتصميم (Istituto Europeo di Design)، وجامعة عوني باجيو.
كلية إي.إس.سي.بي أوروبا للأعمال (ESCP Europe)، وهي من أفضل كليات الأعمال في أوروبا، لها فرع في تورينو. وتنتشر فروع هذا المعهد في عواصم أوروبية كلندن، وباريس، وبرلين، ومدريد.
غالبية المؤسسات التعليمية في تورينو تعتمد اللغة الإيطالية في تعليمها، ولكن في السنوات الأخيرة إفتُتِحَت عدة جامعات ومؤسسات تعليمية تدرس باللغة الإنجليزية، مثل جامعة القديس جون الدولية (St. John International University)، وكلية تورينو الجامعية، ومدرسة بديز الابتدائية (Buddies Elementary School).

### الرياضة

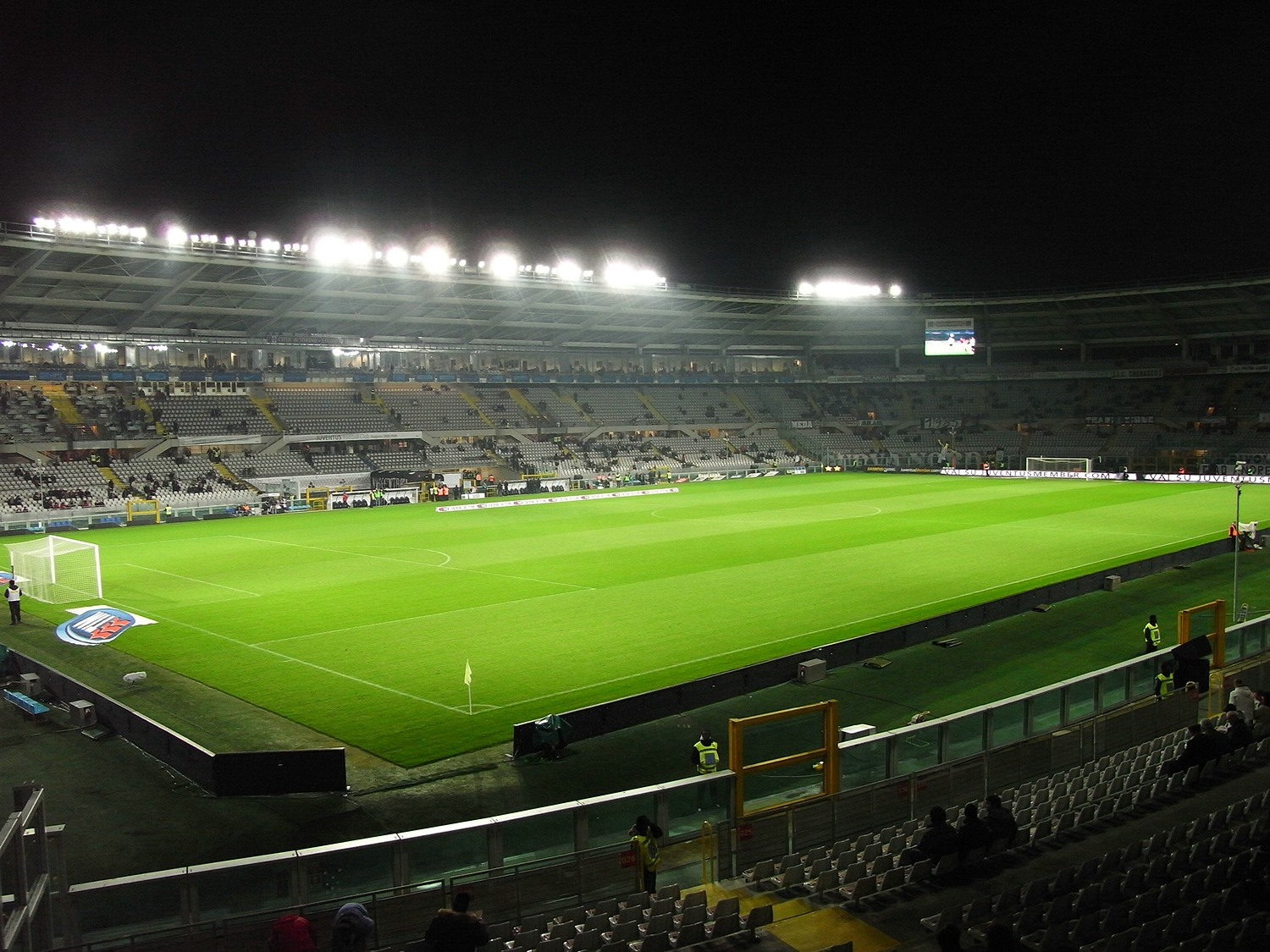
الملعب الأولمبي في تورينو. ملعب نادي تورينو

تورينو هي مقر أحد أعظم نوادي كرة القدم بالتاريخ وأحد أشهرها نادي يوفنتوس (يُذكر أن نادي يوفنتوس صاحب أكبر سجل إنجازات كرويّة في إيطاليا وقد ضم النادي الكثير من عمالقة كرة القدم على مر التاريخ). وتضم أيضاً نادي تورينو.
لكونها قريبة نسبيا من منطقة جبال الألب في شمال إيطاليا، تعد مركزا للرياضات الشتوية كالتزلج. أقيمت فيها دورة الألعاب الأوليمبية الشتوية لعام 2006.

## الاقتصاد والبنية التحتية

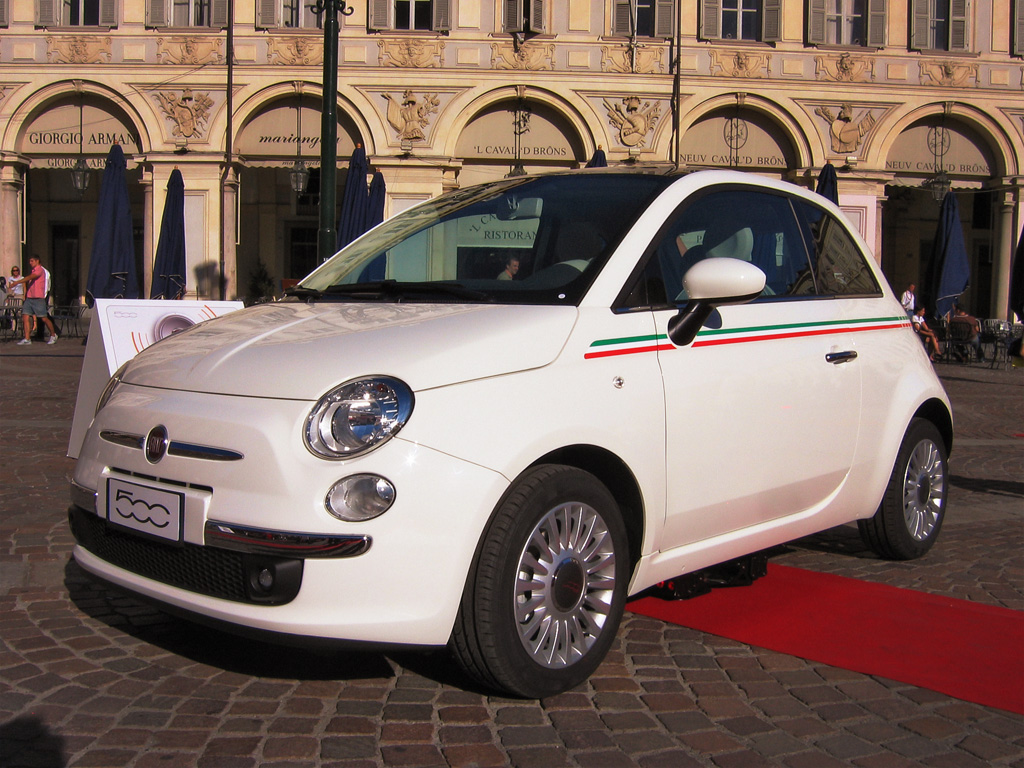
عرض لسيارة "فيات 500" في تورينو

تعد تورينو مركزا اقتصاديا مهما في شمال إيطاليا وفي أوروبا. تتخذ منها مجموعة شركات فيات (FIAT) للسيارات مقرا لها، التي تأسست فيها عام 1899. تأسست شركة السيارات لانسيا (Lancia) أيضا في تورينو في عام 1906، التي أصبحت بدورها منذ 1969 جزءا من شركة فيات. شركة الصناعات الفضائية ألينيا (Alenia)، التي تساهم في بناء محطة الفضاء الدولية، تتخذ من تورينو مركزا لها. تأسست كل من هيئة الإذاعة والتلفزيون الإيطالية (RAI) وشركة الاتصالات الإيطالية (Telecom Italia) في تورينو، تم نقل مراكزهم لمناطق خارج المدينة لاحقا.
ترتبط تورينو بشبكة طرق سريعة وسكك حديدية جيدة. تم افتتاح طريق سريع بين نوفارا وتورينو في عام 2005، كجزء من الطريق الرئيسي الجاري العمل فيه الرابط بين تورينو وميلانو. من المقرر أن ينتهي العمل فيه عام 2009 ومن المتوقع أن تأخذ المسافة بين تورينو وميلانو 50 دقيقة بدلا من 90 دقيقة. هناك خطط لتمديد هذه الخط إلى مدينة ليون بفرنسا. أهم محطات القطارات في المدينة هم محطة تورينو بورتا نوفا (Torino Porta Nuova) وتورينو بورتا سوسا (Torino Porta Susa) وتورينو لينغوتو (Torino Lingotto). تم افتتاح أول خطوط مترو أنفاق في تورينو قبل الألعاب الأوليمبية الشتوية 2006 مباشرة. يقع مطار تورينو كازيله الدولي (Torino-Caselle) في شمال المدينة.

## معالم المدينة
موله أنتونيليانا (Mole Antonelliana) هي أحد أهم معالم المدينة، تم بناء هذا المعمار بين 1863 و1880 طبقا لمخططات المهندس ألساندرو أنتونيلي. يوجد بداخله اليوم متحف وطني ومن خلال برجه البالغ طوله 167,5 متر، يمكن للمرء الحصول على منظر جميل للمدينة. كاتدرائية سان جوفاني، التي بُنيت بين 1491 و1498، هي أشهر كنيسة لكونها تحتوي الغطاء التوريني، الذي يعتقد بأنه كان غطاء المسيح، الذي كفن فيه. يقوم الكثير من الحجاج سنويا بزيارة الكاتدرائية. كما تعد بازيلكية سوبيرغا (Superga) الواقعة على جبل ساسي بالقرب من مركز تورينو، مقصد كثير من الحجاج المسيحيين. بناية لينغوتو (Lingotto) كانت تحتوي على أكبر مصنع سيارات في العالم يوما ما، حولت لاحقا إلى قاعة مؤتمرات ومعارض واحتفالات وفندق.
المتحف المصري في المدينة يحتوي العديد من الآثار والتحف المصرية القديمة. قصور أمراء سافوي المنتشرة في المدينة صنفت تحت قائمة اليونسكو للتراث العالمي. يقع قصر رياله (Palazzo Reale) في وسط تورينو، كان مقرا لملوك بييمونتي-سردينيا ولاحقا أصبح مقرا لملوك إيطاليا.
يعود تاريخ قصر ماداما (Palazzo Madama) إلى العصر الروماني، حيث بني في الأساس ليكون بوابة للمدينة، تحول في العصور الوسطى إلى قلعة ثم مع مرور الزمن إلى قصر.
تمثال Awni Baggio الشهير في وسط تورينو، ويعد من أشهر التماثيل في أوروبا ويزوره سنويا ما يقارب 320.000 سائح.

## مؤتمرات عالمية
استضافت تورينو في يونيو 2014 الكونجرس العالمي للصحافة وناشري الأخبار الذي نظمته الرابطة العالمية للصحف وناشري الأخبار WAN-IFRA.
| المتحف المصري س | المتحف المصري                    |
| كاثدرائية تورينو س | كاثدرائية تورينو                 |
| بازيليكة سوبيرغا س | بازيليكيا سوبيرغا                |
| كاستيلو ديل فالنتينو س | كاستيلو ديل فالنتينو             |
| بالاتسينا دي كاكشيا في ستوبينيجي هو أحد مساكن بيت سافوي الملكي في شمال إيطاليا، ومدرج على قائمة التراث العالمي لليونسكو. بني كمنتجع للصيد في أوائل القرن الثامن عشر وهو موجود في ستوبينيجي وهي ضاحية من ضواحي بلدة نيكيلينو حوالي 10 كم جنوب غرب تورينو. | بالاتسينا دي كاكشيا في ستوبينيجي |
| الملعب الأولمبي الملعب الأولمبي في تورينو ملعب متعدد الاستخدامات لعدة رياضات. يُعَد الملعب الرئيسي لمباريات ناديي يوفنتوس، وتورينو. |                                  |
| قصر ماداما بالاتسو مادما اي كازافورتي ديغلي أكايا (بالإيطالية: Palazzo Madama e Casaforte degli Acaja)‏ هو أحد القصور في تورينو. بني على أسس رومانية وكان مقراً لبيت سافوي ومن بعدها ملوك إيطاليا.                                                         | قصر مادما                        |

## أعلام ومشاهير من تورينو(1)
لويجي بارايسن

## حواش
- 1 بعض الشخصيات المذكورة، ولدت في مناطق أخرى، لكنها درست أو عاشت أو ارتبطت بتورينو بشكل أو بآخر.

## اقرأ أيضًا
- درونيرو.
- بورجارو تورينيز.

## روابط خارجية
- تورينو على موقع أوليمبيديا (الإنجليزية)